# Wiktoria Guść
Wiktoria Guść (14 de febrero de 2005) es una deportista polaca que compite en natación, especialista en el estilo libre. Ganó dos medallas en el Campeonato Europeo de Natación de 2024, plata en 4 × 200 m libre mixto y bronce en 4 × 100 m libre.

## Palmarés internacional
| Campeonato Europeo | Campeonato Europeo | Campeonato Europeo | Campeonato Europeo    |
| Año                | Lugar              | Medalla            | Prueba                |
| ------------------ | ------------------ | ------------------ | --------------------- |
| 2024               | Belgrado (Serbia)  | Medalla de plata   | 4 × 200 m libre mixto |
| 2024               | Belgrado (Serbia)  | Medalla de bronce  | 4 × 100 m libre       |